# مرشدات موزمبيق
مرشدات موزمبيق تعتبر عضو محتمل في الجمعية العالمية للمرشدات وفتيات الكشافة. في يوليو 2016 وتحديدا في المؤتمر الإقليمي الأفريقي الحادي عشر الذي تم عقده في الفترة من 26-31 يوليو 2016 في نيروبي، كينيا تم مناقشة فكره انضمام موزمبيق للجمعية العالمية للمرشدات وفتيات الكشافة.